# Ceratocystis radicicola
Ceratocystis radicicola är en svampart som först beskrevs av Bliss, och fick sitt nu gällande namn av C. Moreau 1952. Ceratocystis radicicola ingår i släktet Ceratocystis och familjen Ceratocystidaceae.   Inga underarter finns listade i Catalogue of Life.